# Grauhand-Nachtaffe
Der Grauhand-Nachtaffe (Aotus griseimembra) ist eine Primatenart aus der Gruppe der Nachtaffen (Aotidae). Er gilt häufig als Unterart des Kolumbianischen Nachtaffen.

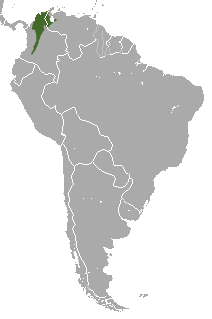
Das Verbreitungsgebiet des Grauhand-Nachtaffen im nordöstlichen Südamerika

Grauhand-Nachtaffen sind wie alle Nachtaffen relativ kleine Primaten mit großen, an die nachtaktive Lebensweise angepassten Augen. Das Fell ist an der Oberseite graubraun gefärbt, der Bauch ist gelblich-orange. Die Arme und Beine sind grau und die Hände und Füße bräunlich gefärbt. Der Schwanz ist buschig und annähernd gleich lang wie der Rumpf. Der Kopf ist rundlich, die großen Augen sind braun, sie sind von weißen Feldern umgeben. Entlang des Kopfes ziehen sich drei dunkle Streifen, jeweils einer außerhalb eines jeden Auges und einer über die Stirn bis zur Nase. Von anderen Nachtaffen unterscheiden sie sich in der Färbung ihrer Gliedmaßen und in der Chromosomenzahl.
Grauhand-Nachtaffen bewohnen das nördliche Kolumbien sowie den äußersten Westen Venezuelas. Ihr Lebensraum sind tiefer gelegene Wälder.
Über ihre Lebensweise ist wenig bekannt, vermutlich stimmt sie mit der der übrigen Nachtaffen überein. Demnach sind sie nachtaktiv und halten sich meist in den Bäumen auf. Dort bewegen sie sich auf allen vieren und springend fort. Zum Schlafen ziehen sie sich in Baumhöhlen oder Pflanzendickichte zurück. Sie leben in monogamen Familiengruppen und bewohnen feste Reviere, die sie gegenüber Artgenossen verteidigen.
Die Hauptnahrung dieser Tiere besteht aus Früchten, daneben fressen sie auch Blätter und Insekten. Durch ihre nachtaktive Lebensweise vermeiden sie Konkurrenz zu tagaktiven, dominanteren Arten.
Grauhand-Nachtaffen sind durch die fortschreitende Zerstörung ihres Lebensraumes bedroht. Hinzu kommt die insbesondere in den 1960er- und 1970er-Jahren starke Bejagung, da diese Tiere in Tierversuchen eingesetzt werden, die die Bestände stark dezimiert hat. Die IUCN listet die Art als „gefährdet“ (vulnerable).
In Deutschland wird die Art lediglich im Grzimek-Haus Frankfurt gepflegt.

## Belege
1. ↑    ZTL 18.6